# 殺千刀 (電影角色)
伊薩多·柯特茲又稱殺千刀，是一位出現於「小鬼大間諜系列電影」、《刑房》的偽預告片、《絕煞刀鋒》與《殺千刀重出江湖》中的虛構人物。角色由丹尼·崔喬飾演。
Moviefone網站的莎倫·克諾勒稱殺千刀就如同墨西哥版的特務詹姆士·龐德。

## 登場作品
- 《小鬼大間諜》（2001年）
- 《SK-2惡夢島》（2002年）
- 《小鬼大間諜3》（2003年）
- 《刑房》（2007年）
- 《絕煞刀鋒》（2010年）
- 《3D王牌小間諜》（2011年）
- 《殺千刀重出江湖》（2013年）
- 《Machete Kills Again In Space》（TBA）

## 備註
1. ↑  根據劇中的聯邦數據庫，他的出生名為殺千刀·柯特茲（Machete Cortez）。

## 外部連結
- 互联网电影数据库上殺千刀的资料